# Yvan Benedetti
Yvan Benedetti (16 de septiembre de 1965) es un activista político nacionalista francés. Expresidente de L'Œuvre Française (2012-13), ha sido el portavoz del Partido Nacionalista Francés desde 2015.

## Biografía
Yvan Benedetti nació el 16 de septiembre de 1965 en La Reunión hijo de un padre corso. Durante su juventud, fue miembro de la organización de exploración Nouvelle Droite Europe-Jeunesse. 
En los años 1990 y 2000, fue la mano derecha de Pierre Sidos, fundador y líder de L'Œuvre Française (L'Œuvre). Después de negociaciones con Sidos, Jean-Marie Le Pen permitió que algunos militantes de L'Œuvre, en particular Benedetti, integraran el FN en 2007. En 2011, dirigió la campaña electoral de Bruno Gollnisch para la presidencia del FN.
Sin embargo, Benedetti fue expulsado del partido en 2011 después de definirse a sí mismo como un "antisionista, antisemita y antijudío" en una entrevista. Benedetti, junto con el activista nacionalista Alexandre Gabriac, decidió establecer "Jeunesses Nationalistes" en 2011 como el movimiento juvenil y la rama activista de L'Œuvre Française, para atraer a los militantes engañados con el nuevo liderazgo del FN. Al año siguiente, Pierre Sidos, que entonces tenía 85 años, dejó la presidencia de L'Œuvre después de 44 años en el cargo, sucedido por Benedetti.
L'Œuvre Française se disolvió el 23 de julio de 2013 tras la emisión de un decreto oficial del entonces Ministro del Interior, Manuel Valls. La prohibición se produjo en un contexto de violencia callejera por parte de grupos revolucionarios de extrema derecha, y siguió a la muerte de un activista de extrema izquierda en una pelea que involucra a otra asociación nacionalista dirigida por Serge Ayoub. Valls justificó la disolución denunciando a L'Œuvre como un grupo "organizado como una milicia privada gracias a los campos de entrenamiento paramilitares". Añadió además que la asociación había estado "difundiendo una ideología xenófoba y antisemita, difundiendo tesis racistas y negadoras del Holocausto, exaltando la colaboración [con los nazis] y el régimen de Vichy, rindiendo tributo regular a Pétain, Brasillach o Maurras".
En 2014, Benedetti y Gabriac participaron en las elecciones municipales de Vénissieux, en las afueras de Lyon, invitando a los electores a "deslizar una quenelle" dentro de las urnas. Obtuvieron, con el 11,5% de los votos, asedios en el ayuntamiento. La votación iniciada por los dos disidentes del FN se llamó "Frente de Fait Vénissieux" y contó con la mayoría de los candidatos que se postularon para el FN durante las elecciones anteriores, lo que llevó a Marine Le Pen a denunciar a Benedetti y Gabriac como "parásitos" y a pedir La invalidación de su candidatura. La votación fue finalmente declarada nula unos meses después por el Conseil d'État debido a irregularidades en la lista de candidatos.
En septiembre de 2015, Benedetti hizo un llamamiento para unirse al Partido Nacionalista Francés, del cual es el portavoz. El movimiento se había establecido en 1983 y reactivado a principios de 2015 para hacer frente a la disolución de varios grupos de extrema derecha en 2013.
Después de la muerte de Robert Faurisson en octubre de 2018, describió al negacionista del Holocausto como un "heraldo moderno que marcó la segunda mitad del siglo XX".
A finales de 2018, participó en el movimiento de los chalecos amarillos; Los medios de comunicación notaron su presencia debido a un altercado con un equipo de periodistas.
En junio de 2019, Yvan Benedetti fue condenado a una sentencia de 8 meses de cárcel suspendida por "recrear una liga disuelta", ya que L'Œuvre siguió operando durante varios meses después de la disolución.
En octubre de 2019, intimidó a los periodistas durante una marcha anti-RA en París para evitar que entrevistaran a los manifestantes, y participó en la degradación de sus equipos, incluida una cámara.